# Stor-Lundalstjärnen
Stor-Lundalstjärnen är en sjö i Strömsunds kommun i Jämtland och ingår i Indalsälvens huvudavrinningsområde.